# Instituto de História Contemporânea (Munique)
O Instituto de História Contemporânea (em alemão:  Institut für Zeitgeschichte, IfZ) em Munique foi concebido em 1947 sob o nome Deutsches Institut für Geschichte der nationalsozialistischen Zeit ("Instituto Alemão de História da Era Nacional-Socialista"). Fundada pelo governo alemão e pelo Estado da Baviera por sugestão das Forças Aliadas, foi criada em 1949 e renomeada em 1952. Seu objetivo é a análise da história alemã contemporânea.

## História
O instituto é financiado pelo governo alemão e pelos estados alemães da Baviera, Baden-Württemberg, Brandemburgo, Hesse, Baixa Saxônia, Renânia do Norte-Vestfália e Saxônia . O primeiro diretor do instituto foi Hans Rothfels, o segundo diretor foi Martin Broszat. Representantes dos estados apoiadores também são membros do conselho do instituto.

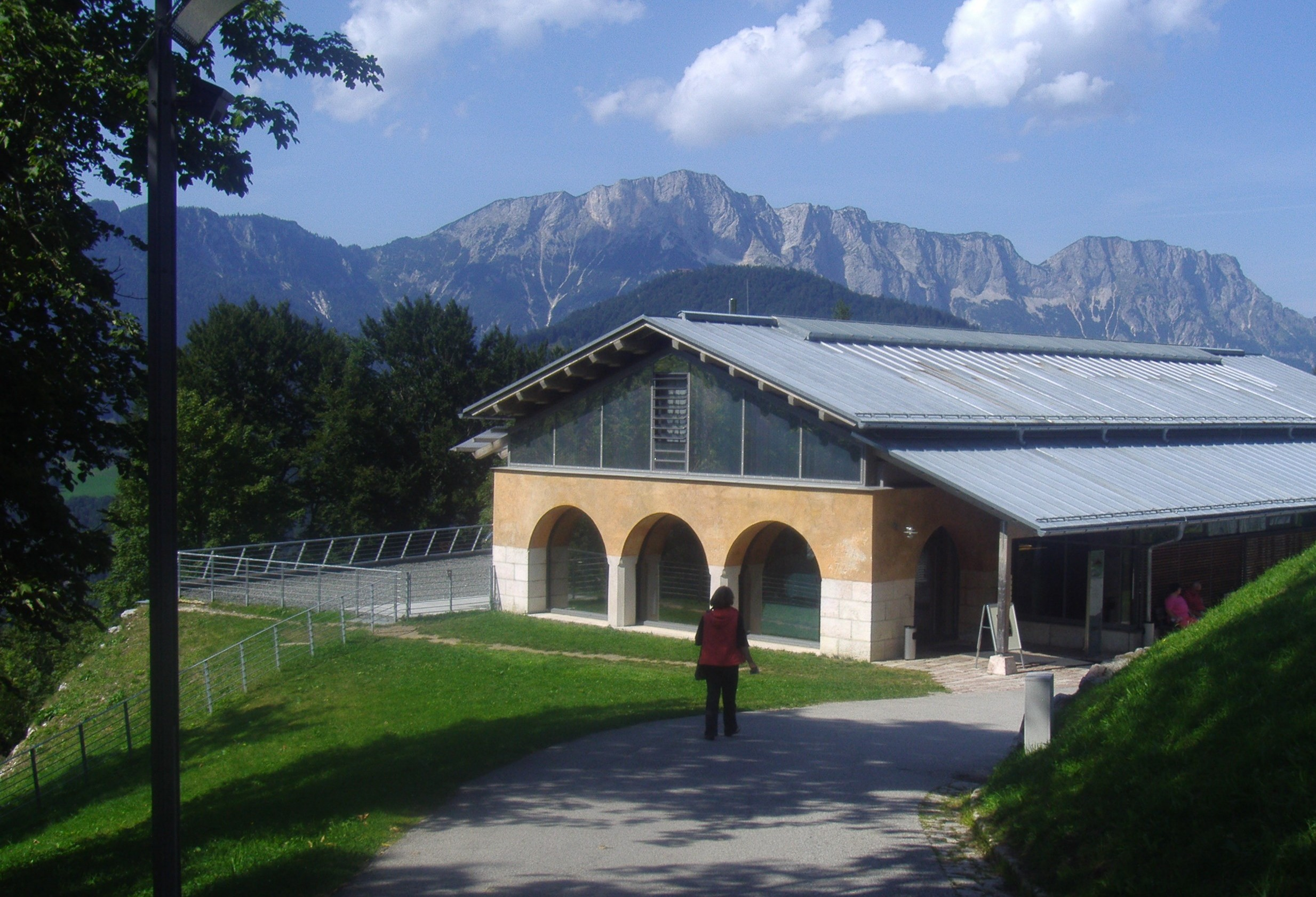
O Centro de Documentação Obersalzberg.

Desde 1953, o instituto publica a revista Vierteljahrshefte für Zeitgeschichte ("Revista Trimestral de História Contemporânea"), que é considerada uma das publicações mais importantes da pesquisa histórica alemã. O instituto também publicou edições extensas de documentos históricos contemporâneos, como Os Arquivos de Política Externa da República Federal da Alemanha e Diários de Goebbels.
Em 1994, o instituto fundou uma filial em Potsdam, que está sediada perto dos Arquivos Federais Alemães desde 1996. O foco da pesquisa na filial de Berlim do instituto é a história da República Democrática Alemã (RDA). A filial Abteilung des IfZ im Auswärtigen Amt ("Departamento do IfZ no Ministério das Relações Exteriores"), fundada em 1990 (inicialmente situada em Bonn, mudou-se para Berlim em 2000), publica documentos do Ministério das Relações Exteriores da Alemanha .
Em 1999, o instituto concebeu o museu do Centro de Documentação de Obersalzberg (em alemão:  Dokumentationszentrum Obersalzberg), na cidade de Obersalzberg, perto de Berchtesgaden, a pedido do governo da Baviera. Esta exposição documenta a construção do Obersalzberg como uma residência ostentosa para Adolf Hitler e os círculos de liderança nazista. Os visitantes podem visitar o complexo de bunkers. O acesso aos bunkers foi fechado para construção em setembro de 2017 e permaneceu fechado em julho de 2018 "até novo aviso". O Instituto publicou em 2016 uma edição comentada do livro Minha Luta, de Adolf Hitler, a qual dobrou o número de páginas do original.